# Arla Foods
 "Arla" omdirigeres hertil. For andre betydninger af Arla, se Arla (flertydig).
Arla Foods amba er en dansk-registreret international andelsmejeri-koncern. Selskabet fik sit nuværende navn efter en fusion mellem danske MD Foods og det tidligere svenskejede Arla i 2000. Senere er koncernen vokset gennem opkøb og fusioner i Storbritannien, Tyskland, Holland, Belgien, Sverige og Luxembourg. I 2024 havde Arla Foods en omsætning på 103 mia. danske kroner, 7.600 andelshavere og knap 22.000 fuldtidsansatte. Lidt under 2.000 af andelshaverne var fra Danmark.
Koncernens omsætning på 83 mia. DKK (2021) gjorde den til Nordeuropas største mejeri-koncern og til Europas 5. største og verdens 9. største mejerikoncern. I april 2025 annoncerede koncernen, at den havde aftalt en fusion med det største tyske andelsmejeri DMK Group. Godkendes fusionen af andelshavere og konkurrencemyndigheder, vil resultatet blive Europas største andelsmejeri.
Arla Foods er det klart største medlem af brancheorganisationen Mejeriforeningen og har en markedsandel på omkring 90 % af dansk produceret mælk.
Arla Foods er verdens største producent af økologiske mejeriprodukter.  

## Historie
Mejerinavnet Arla har rødder tilbage til 1881, hvor en række svenske bønder slog sig sammen på Stora Arla Gard i Sverige. Den svenske mejerikoncern Arla fusionerede i 2000 med det danske MD Foods til Arla Foods, som fik hovedsæde i Viby ved Aarhus.
Selskabet var tidligere ejet af ca. 7.200 danske og svenske landmænd. Udover de danske og svenske andelshavere havde Arla Foods amba én tysk andelshaver, Hansa Milch eG , der blev optaget som andelshaver i 2011 i forbindelse med en overtagelse af det tyske mejeri Hansa Milch. I 2010 beskæftigede Arla Foods ca. 16.215 fuldtidsmedarbejdere og omsatte for 49,03 mia. kr. 
I 1999, året før Arla-fusionen, blev MD Foods valgt som firmanavn efter en fusion mellem Danmarks dengang to største mejeriselskaber, Kløver Mælk og MD Foods. MD stod for Mejeriselskabet Danmark. Selskabet fusionerede i 2011 med det tyske andelsselskab Hansa Milch eG, der i 2009 omsatte for 2,05 mia. kr. 
I april 2025 annoncerede virksomheden, at den havde aftalt en fusion med den tyske mejerikoncern DMK Group, der var Tysklands største andelsmejeri. Hvis fusionen godkendes af de to selskabers andelshavere og bagefter af konkurrencemyndighederne, vil resultatet blive Europas største andelsmejeri. Arla omsatte for 103 mia. kr. i 2024, mens den planlagte koncern efter fusionen vil kunne sælge for over 140 mia. kr. årligt.

## Andelshavere
Koncernens 8.000 andelshavere var i 2023 fordelt på syv lande. Landene var Danmark, Sverige, Storbritannien, Holland, Belgien, Tyskland og Luxembourg. I Sverige var der 1.996 andelshavere, i Danmark 1.948 og i Storbritannien 1.981. Antallet af andelshavere er faldende fra år til år, primært på grund af større koncentration i landbruget.
Målt på mængden af indvejet mælk er Danmark den største leverandør med 5,3 mio. ton mælk eller 38 % af koncernens samlede 13,9 mio. ton mælk. 25 % af mælken kom fra Storbritannien, 14 % fra Sverige, 12 % fra Tyskland og de sidste 12 % fra Benelux og andre lande.

## Internationalt salg
Arla Foods eksporterer en række produkter til bl.a. Mellemøsten, Asien og europæiske lande som Storbritannien, Tyskland og Holland, men har også egne produktionssteder, bl.a. i Saudi-Arabien.
De største markeder for Arla var i 2013 (procentdel af den samlede omsætning): Storbritannien 26 %, Sverige 16 %, Tyskland 15 %, Danmark 9 % og Finland 4 %.

## Datterselskaber
- Cocio - chokolademælk, Esbjerg, Danmark
- Mengniu Arla - mejeriprodukter og mælkepulver, joint venture 50/50 med Mengniu i Kina
- Arla Ingman - mejeriprodukter, Finland
- Arla Foods UK - mejeriprodukter, Storbritannien
- Arla Foods GmbH - mejeriprodukter, Tyskland
- Arla Foods Sweden - mejeriprodukter, Sverige
- Arla Foods Nederland - mejeriprodukter, Holland

## Varemærker
- Arla Lærkevang
- Karolines Køkken
- Arla Buko
- Castello
- Arla Cheasy
- Arla Cultura
- Arla Harmonie
- Høng
- Kærgården
- Arla Klovborg
- Matilde
- Riberhus
- Arla Yoggi
- Arla A38
- Arla
- Apetina
- Arla Protein
- Arla Lillebror
- Arla Mini Meal
- Ateá
- Thranes Mejeri
- Tistrup
- Kløver
- Arla Den Go'e
- Arla Laktosefri
- Lurpak
- Arla Baby&Me organic

## Mejerier

### Mejerier i Danmark
Et udpluk af selskabets danske mejerier og nogle af deres produkter.
- AKAFA (Svenstrup) – mælkepulver og sterilfløde.
- ARINCO (Videbæk) – mælkepulver
- Birkum Ost (Odense) – smelteost
- Bislev Mejeri (Bislev) – ost
- Brabrand Mejeri – yoghurt-produkter (LUKKET I 2020)
- Branderup Mejeri – Mozzarella[14]
- Christiansfeld Mejericenter – drikkemælk
- Esbjerg Mejeri – kakaomælk (herunder Matilde) og langtidsholdbare UHT behandlede produkter
- Gjesing Mejeri – Castello oste
- Hobro Mejeri – drikkemælk
- HOCO (Holstebro) – kaseinat og specialprodukter
- Holstebro Mejeri - Smør og flødeost
- Høgelund Mejeri – blåskimmelost
- Kruså Mejeri – Apetina – hvid ost (kun feta af græsk oprindelse må kaldes feta)
- Korsvej Mejeri - Flødeost og hytteost
- Lillebælt mejeri - Hvidskimmelost (LUKKET i 2020)
- Nr. Vium Mejeri – Esrom, Havarti, Skiveost
- Rødkjærsbro Mejeri – Mozzarella
- Slagelse Mejericenter – drikkemælk, yoghurt, koldskål og smør
- Taulov Mejeri – Danbo, Samsø, Havarti
- Tistrup Mejeri – Danbo ost
- Troldhede Mejeri – Brie og camembert